# Відсоткова філантропія
Відсотко́ва філантро́пія — механізм фінансової підтримки неприбуткових організацій у країнах Східної Європи, що полягає у наданні громадянам права на власний розсуд розпорядитися на користь обраних ними неприбуткових організацій, законодавчо визначеним відсотком сплаченого громадянами податку з прибутку.
Відсоткова філантропія першою була запроваджена Угорщиною в 1996 р. Потім до ініціативи (після вивчення її позитивного впливу) приєднались Словаччина, Польща, Литва і Румунія, Молдова, також норма знаходиться на шляху до законодавчого закріплення у Чехії, Швейцарії, Японії та розглядається в Македонії.
Відсоткова філантропія є значним джерелом ресурсів для організацій громадянського суспільства, хоча вона має не тільки монетарну цінність, наразі привносячи демократичні принципи в суспільство і управління державою:
- Сприяє участі громадян в управлінні бюджетним процесом, справах громади та вирішенні суспільно-важливих питань;
- Децентралізації влади та розподілу її між громадянами, організаціями громадянського суспільства та урядовими структурами;
- Зростання відповідальності організацій громадянського суспільства за наслідки своєї діяльності, цінності та значення цих організацій в суспільстві.

Суть відсоткової субсидії полягає в тому, що платник податку на доходи фізичних осіб (ПДФО) має право переадресувати певний, встановлений законом, відсоток (%) свого податку, який вже є сплачений до відповідного бюджету, на суспільні потреби — безпосередньо до непробуткової організації, яка займається вирішенням суспільної проблеми. Таким чином, громадяни беруть участь у адмініструванні частини свого податку замість державних структур, впливаючи на прийняття рішень у державі та управління державою. Суспільні потреби та отримувачі субсидії в кожній країні визначені законом згідно з існуючими пріоритетами, доцільністю та сформованою системою суспільно-корисних інституцій.
| Країна, час впровадження і правовий документ                                                   | Розмір % від ПДФО | Отримувачі % від ПДФО                                                                 | Хто приймає рішення щодо спрямування субсидії | Коли і як                                                                           |
| ---------------------------------------------------------------------------------------------- | ----------------- | ------------------------------------------------------------------------------------- | --------------------------------------------- | ----------------------------------------------------------------------------------- |
| Угорщина з 1996 року, Закон CXXXVI                                                             | 1%                | неприбуткові організації                                                              | Фізичні особи — платники ПДФО                 | за наслідками року при поданні річних декларацій, самостійно або через роботодавців |
| Словаччина з 2003 року, поправка до Закону про оподаткування доходів фіз осіб (Акт № 366.1999) | 1%                | Неприбуткові організації, які реєструються як одержувачі нотаріусами                  | Фізичні особи — платники ПДФО                 | за наслідками року, обмеження 20 кронами                                            |
| Литва з 2004 року, зміни в Закон про оподаткування доходів фіз осіб                            | 2%                | Всі неприбуткові організації: як недержавні, так і бюджетні (школи, лікарні, т.д.)    | Фізичні особи-резиденти                       | за наслідками року, фіз. особи, які не потребують повернення податків               |
| Польща з 2004 року, зміни в Закон про оподаткування доходів фіз осіб                           | 1%                | Організації зі статусом суспільно-корисних (крім державних, політичних та спортивних) | Фізичні особи — платники ПДФО                 | протягом року з подальшим звітуванням до ДПА і поверненням сум податку              |

Відсоткова філантропія стала не стільки джерелом позабюджетного фінансування неприбуткових організацій, скільки ефективним механізмом залучення широких верств суспільства до підтримки їх розвитку та формування громадської відповідальності за відповідну сферу.
Відсоткова філантропія як механізм, який успішно впроваджений у багатьох країнах Східної Європи, є відомим і для українських організацій громадянського суспільства. Більш того, в рамках круглих столів, семінарів протягом останніх років активно обговорювалась прийнятна стратегія впровадження такої законодавчої норми у нашому суспільстві.

## Запровадження відсоткової філантропії в Україні
Історія: Результатом активної позиції організацій громадського сектору стала презентація в рамках ІІ Екуменічного Соціального Тижня у м. Львові 7-11 жовтня 2009 року підготовленого законопроєкту щодо впровадження відсоткової філантропії в Україні . Автором законопроєкту виступила посадовець Львівської міської ради Алєксєєва Наталія Ігорівна. Вказаний законопроєкт був підтриманий присутніми на заходах Екуменічного Соціального Тижня народними депутатами С.Курпілем, В.Стретовичем та П.Писарчуком, які зареєстрували законопроєкт у Верховній Раді України за номером 6055[недоступне посилання з червня 2019] від 10 лютого 2010 року. Проте, у зв'язку з прийняттям Податкового Кодексу України постало питання про необхідність доопрацювання вказаного законопроєкту або реєстрація нового з відповідними змінами.
У 2012 році до питання впровадження відсоткової філантропії звернулася ВБО "Асоціація благодійників України". З ініціативи організації була утворена робоча група, яка напрацювала робочу версію проєкту Закону України «Про внесення змін до Податкового кодексу України щодо підтримки неприбуткових організацій», який би регулював механізми відсоткової філантропії.
На початку жовтня 2014 року розроблений законопроєкт був представлений на Координаційній раді, утвореній міністром Кабінету Міністрів України з метою врахування громадської думки під час формування та реалізації державної політики, програм соціально-економічного та культурного розвитку для модернізації українського суспільства, гармонізації суспільних відносин, формування сучасної конкурентоспроможної соціально орієнтованої економіки. 
Ідея Закону про відсоткову філантропію, напрацьована Асоціацією благодійників України була схвально сприйнята українськими парламентарями. Так, 12 лютого 2015 року група депутатів внесла до Верховної ради проєкт Закону «Про внесення змін до Податкового кодексу України №2122 (щодо підтримки неприбуткових організацій)», в якому прописано механізм відсоткової філантропії. У 2018 році законопроєкт знято з розгляду ВРУ.

## Запровадження механізму відсоткового відрахування в період з 2019 року
Частка українців, які бажають брати участь у підтримці неприбуткових організацій, як безпосередньо, так і фінансово, з роками збільшується. 
Дані досліджень:
30% готові підтримувати організації громадянського суспільства через відсоткове відрахування — згідно з яким частина податків, сплачених громадянами до державного бюджету, спрямовувалась би на підтримку організацій громадянського суспільства - за даними дослідження Центру Разумкова спільно  з Фондом «Демократичні ініціативи імені Ілька Кучеріва» 2020 року.
Українські організації громадянського суспільства (ОГС) вже традиційно отримують високі оцінки та підтримку від суспільства. Станом на 2020 рік, 46% українців вважали, що громадський сектор існує недарма та приносить користь країні. 30% громадян готові підтримувати ОГС частиною своїх податків. Однак на відміну від сусідньої Польщі, у нас такої можливості поки не існує.
Тож в межах проєкту Ініціативи секторальної підтримки громадянського суспільства України, який реалізується Ісар Єднання у консорціумі з Українським незалежним центром політичних досліджень (УНЦПД) та Центром демократії та верховенства права (ЦЕДЕМ) було сформовано концепцію щодо запровадження механізму відсоткового відрахування. Для громадян він означатиме можливість перерахувати не більше 2% від свого сплаченого податку на доходи фізичних осіб (ПДФО) на користь однієї або двох  неприбуткових організацій. Українці зможуть самі обирати ті організації громадянського суспільства, які  розв’язують важливі для суспільства проблеми і в які вони вірять. Під час презентації були продемонстровані матеріали ЦЕДЕМ та міжнародних експертів. 
6 грудня 2019 року Центр демократії та верховенства права разом з благодійним фондом «Повернись живим» Віталія Дейнеги, Центром протидії корупції Vitaliy Shabunin та Таблеточками В'ячеслава Бикова провели робочу зустріч з міністром фінансів Оксаною Маркаровою та її командою з мінфіну і податкової. Домовилися спільно працювати над однією важливою темою - запровадженням відсоткової філантропії.
23 січня 2020 року - експертне обговорення “Запровадження відсоткової філантропії в Україні”. 
На початку 2020 року Центр демократії та верховенства права (ЦЕДЕМ), ІСАР Єднання і Український незалежний центр політичних досліджень, які працюють у складі консорціуму в рамках проєкту Ініціатива секторальної підтримки громадянського суспільства України разом з представниками громадських організацій, міжнародними партнерами та народними депутатами розробили концепцію запровадження механізму відсоткового відрахування. 31 липня 2020 Центр демократії та верховенства права презентував концепцію законопроєктів. Після цього її взяли за основу для створення законопроєктів про запровадження такого механізму.
27 листопада 2020 року Центр демократії та верховенства права разом з ІСАР Єднання у консорціумі з Українським незалежним центром політичних досліджень провів онлайн-обговорення “Відсотковий механізм — як один із кроків до фінансової незалежності ОГС”. У дискусії взяли участь представники організацій громадянського суспільства (ОГС) та влади.  
24 червня 2021 року відбулась презентація розроблених на основі цієї концепції законопроєктів.
28 червня 2022 року - реєстрація Проєкту Закону про внесення змін до Податкового кодексу України (щодо запровадження механізму відсоткового відрахування для підтримки неприбуткових організацій) №7500 від 28.06.2022 та Проєкту Закону про внесення змін до Бюджетного кодексу України (щодо запровадження механізму відсоткового відрахування для підтримки неприбуткових організацій) №7501 від 28.06.2022.